# ¿Estás dormida? (novela)
Are You Sleeping, la primera novela de Kathleen Barber, es un misterio de asesinato. Barber aprovecha su conocimiento de la ley y ejerce en Chicago y Nueva York. Barber reconoce que fue influenciada por el podcast Serial, y un elemento clave de la novela es un podcast que analiza el caso de un prisionero que pudo haber sido condenado injustamente por asesinato. La edición de tapa dura se publicó en 2017 y la de bolsillo en 2018.
Se adquirieron los derechos de televisión y Nichelle Tramble Spellman produjo una serie de televisión titulada Truth Be Told para el servicio de transmisión Apple TV+ a partir de 2019. Luego, la novela pasó a llamarse Truth Be Told en 2019 para reflejar el nombre de la serie de televisión.

## Trama
Las gemelas separadas Josie y Lanie Buhrman perdieron a sus padres cuando tenían quince años. Su padre fue asesinado y su madre huyó para unirse a una secta. Trece años después, las hermanas se enteran de que una periodista de investigación independiente, Poppy Parnell, publica regularmente podcasts en los que investiga si Warren Cave, el hombre condenado por matar a su padre, fue condenado injustamente, ya que su condena se basó en gran medida en la decisión de Lanie. El testimonio de un testigo visual. A medida que la investigación de Parnell cobra fuerza, los gemelos se ven obligados a encontrarse después de que su madre se suicida.

### Diferencias con la serie de televisión
La revista Bustle publicó una guía de la novela para los fanáticos de la serie de televisión, detallando los principales ajustes que hicieron los guionistas en su adaptación a un medio visual. Por ejemplo, la protagonista de la novela es Josie Burhman, una de las gemelas, y Poppy Parnell, la presentadora de podcasts, es simplemente un personaje secundario. A medida que los podcasts de Parnell descubren nuevas pruebas, aumentan las dudas de Josie sobre las convicciones de Cave.